# Mátyás Rát
Mátyás Rát ali Ráth, madžarski evangeličanski duhovnik, jezikoslovni pisatelj. Rát je urejeval prvi madžarski časopis. * Gjur (Győr), 13. april, 1749; † Gjur, 16. september, 1810.
Študiral v Gjuru, v Modri (danes Slovaška), v Bratislavi in v Šopronu v evangeličanskem liceju. Prepotoval Madžarsko in Transilvanijo, obiskal univerzo v Göttingenu in nekaj let živel v Nemčiji. V Bratislavi se je naselil in 1. januarja, leta 1780 izdal časopis Magyar Hírmondó (Ogrska Poročila. Od leta 1783 odpovedal širjenja časopisa in deloval v Gjuru, tako kot pridigar. Leta 1786 kandidirali so za superintendenta, ampak pastil pri volitvu, potem nazaj selil se v Gjur. V Gjuru živel iz pisave in nameraval izdati eno poplno latinsko-madžarsko-nemško slovar, ampak prekdonavski evangeličanski župniki ni podpirali.
Kasneje ponovno zasedlo je gjurski pridigarski urad in tukaj je umrl.
Leta 1788 pisal eno molitveno knjigo v Gjuru Az Istentiszetelet rendje. Rát je bil prvi madžarski znanstvenik, ki je pognal gor, da murski in rabski Slovani na Ogrskem je tudi slovenski narod kot štajerci in kranjci in izključil, da je potomci germanski Vandala.